# Rue Duhamel
La rue Duhamel est une rue du quartier d'Ainay située sur la presqu'île dans le 2e arrondissement de Lyon, en France.

## Situation et accès
La rue débute place Carnot au niveau de la statue de la république et se termine quai du Docteur-Gailleton avec une circulation dans le sens de la numérotation. Elle est traversée par la rue de la Charité.

## Origine du nom
Le nom de la rue est donné en mémoire de Claude-Marie-Joseph Duhamel (1785-1862), colonel d'artillerie. Il naît le 12 juillet 1785 à Bourg-en-Bresse. Il est admis dans le 8e régiment d'artillerie et participe aux campagnes d'Espagne de 1808 à 1812. L'année suivante, Il est nommé capitaine et envoyé sous les ordres du général Rey lors du siège de Saint-Sébastien. Il est ensuite sous les ordres du général Nicolas-Joseph Maison lors de l'expédition de Morée dans le contexte de la guerre d'indépendance grecque. En remerciement, la Grèce l'honore du titre d'officier de l'ordre du Sauveur, puis Charles X le fait chevalier de l'ordre royal et militaire de Saint-Louis ; il est également nommé commandeur de l'ordre national de la Légion d'honneur. Il est maire du deuxième arrondissement de Lyon de 1852 à 1861.

## Histoire
La rue porte au départ le nom de rue de Penthièvre et comprend aussi la rue de l'autre côté de la place Carnot, où se trouve l'actuelle rue Général-Plessier. En 1848, on lui donne le nom de rue du Niveau. Elle reprend son nom de Penthièvre en 1849. C'est le 13 novembre 1863 que le conseil municipal donne le nom de Duhamel à la rue.
Au N°19, lieu de naissance d'Henri Frenay (1905-1988) résistant et homme politique.

## Garage Ailloud et Dumond frères
La genèse de la société Ailloud et Dumond au 9 rue Duhamel date de 1900. Les annuaires commerciaux du début XXe siècle les répertorient comme Ailloud et Dumond frères, fabrique d'automobile et garage d'abord au 9 rue Duhamel puis à partir de 1910 au 7 et 9, rue Duhamel.
En 1900, M. Ailloud s'associe avec Francisque Dumond et tous deux s'installe 9, rue Duhamel. A l’origine, Claude Ailloud était fabricant de cycles 9 quai de la Mulatière. En 1897, il entreprend la construction d'une petite voiture deux places munie d’un moteur monocylindre refroidi par air présentée en 1899 à l'exposition du Cycle et de l'Automobile à Lyon. En 1900, il s'associe avec Francisque Dumond pour créer la société Ailloud et Dumond au 9 rue Duhamel. Les annuaires commerciaux du début XXe siècle les répertorient comme « fabrique d'automobiles et garage ». En 1901, ils fabriquent une 5 CV muni d’un moteur à deux cylindres verticaux refroidi par eau. En 1902, ils proposent également un modèle 4 cylindres avec une boîte à 4 rapports et la transmission par chaîne. Les deux associés construisirent leur dernière voiture en 1904, avant de devenir vendeurs de véhicules d’autres constructeurs.
La fusion Ailloud et Dumond perdure jusqu'en 1920. La raison sociale change ensuite et devient Dumond frères automobile et garage. Entre 1945 et 1950 un nouveau bâtiment est construit au 7 rue Duhamel (garage-parking). A partir des années 1960, l'enseigne change en partie et devient Dumond Frères, garage, réparation, station-service, agent Peugeot. Dans les années 1970 on revient à l'enseigne de Dumond Frères, garage. Actuellement le bâtiment est occupé par un garage Renault.  En 1905, Lyon compte six entreprises principales de construction automobile : Berliet, Pilain, Mieusset, La Buire, Rochet-Schneider et Luc Court. Les plus petites, environ une cinquantaine, comptent des noms tels Cottin-Desgouttes, Slim, Cognet et Seynes, Barron-Vialle, Vermorel, Mas, Philos, Ailloud et Dumond, etc.

Entrée de l'ancien garage Ailloud et Dumond Frères 7 rue Duhamel entre 1900 et 1920
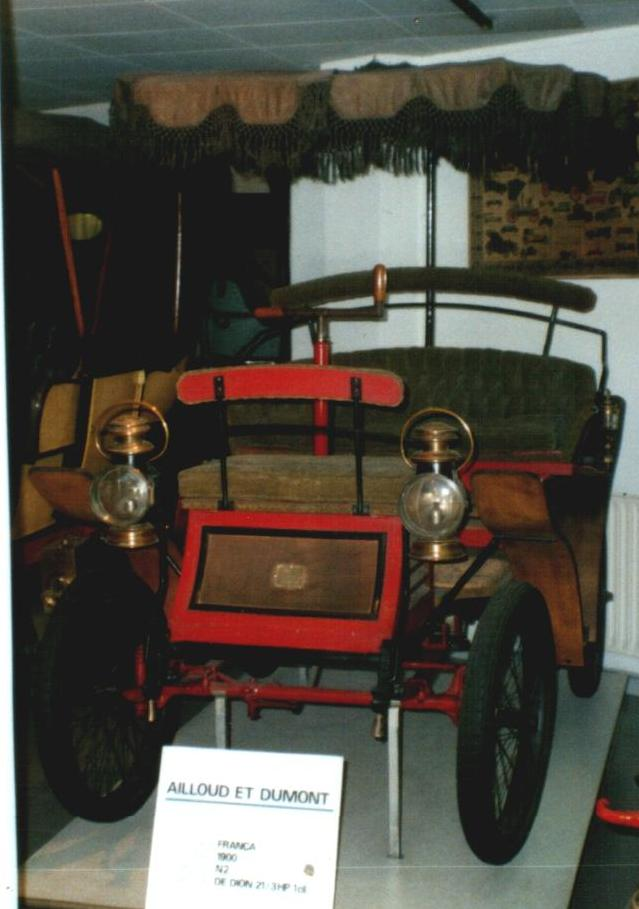
Une voiture Ailloud et Dumond frères en 1900